# Paratrimma urospila
Paratrimma urospila är en fiskart som beskrevs av Douglass Fielding Hoese och Brothers, 1976. Paratrimma urospila ingår i släktet Paratrimma och familjen smörbultsfiskar. Inga underarter finns listade i Catalogue of Life.